# Piper chromatolepis
Piper chromatolepis är en pepparväxtart som beskrevs av William Trelease. Piper chromatolepis ingår i släktet Piper och familjen pepparväxter. Inga underarter finns listade i Catalogue of Life.